# William Graham (Politiker, 1782)
William Graham (* 16. März 1782 auf hoher See; † 17. August 1858 bei Vallonia, Indiana) war ein US-amerikanischer Politiker. Zwischen 1837 und 1839 vertrat er den Bundesstaat Indiana im US-Repräsentantenhaus.

## Werdegang
William Graham wurde auf hoher See geboren. Er ließ sich mit seinen Eltern im Mercer County in Kentucky nieder, wo er die öffentlichen Schulen besuchte. Im Jahr 1811 zog er nach Vallonia im Indiana-Territorium, wo er in der Landwirtschaft arbeitete. Gleichzeitig wurde er politisch aktiv. Im Jahr 1812 wurde er in das territoriale Repräsentantenhaus gewählt; 1816 war er Delegierter auf der verfassungsgebenden Versammlung des zukünftigen Staates Indiana. Zwischen 1816 und 1821 war Graham Mitglied und Präsident des Repräsentantenhauses von Indiana. Anschließend gehörte er von 1821 bis 1833 dem Staatssenat an.
Politisch schloss sich Graham Mitte der 1830er Jahre der Whig Party an. Bei den Kongresswahlen des Jahres 1836 wurde er im dritten Wahlbezirk von Indiana in das US-Repräsentantenhaus in Washington, D.C. gewählt, wo er am 4. März 1837 die Nachfolge von John Carr antrat. Da er im Jahr 1838 gegen Carr verlor, konnte er bis zum 3. März 1839 nur eine Legislaturperiode im Kongress absolvieren. Nach seinem Ausscheiden aus dem US-Repräsentantenhaus arbeitete William Graham wieder in der Landwirtschaft. Er starb am 17. August 1858 nahe Vallonia, wo er auch beigesetzt wurde.